# IC 4142
IC 4142 ist ein Stern im Sternbild Jagdhunde. Das Objekt wurde am 21. März 1903 von Max Wolf entdeckt und fälschlicherweise in den Index-Katalog aufgenommen.